# Iotalaimus striatus
Iotalaimus striatus is een rondwormensoort. De wetenschappelijke naam van de soort is voor het eerst geldig gepubliceerd in 1920 door Cobb.
Er is nog niet vastgesteld tot welke klasse en orde deze soort (en geslacht) gerekend moet worden (incertae sedis).